# عفونت پوستی
عفونت پوستی (به انگلیسی: Skin infection)
با این که عفونت پوست با درماتیت، که التهاب پوستی است، متفاوت است ولی عفونت پوست هم می‌تواند منجر به التهاب پوست شود. التهاب پوستی که به علت عفونت پوست به وجود می‌آید، درماتیت عفونی نامیده می‌شود.
حدود ۱۵۵ میلیون نفر از مردم مبتلا به انواع عفونتهای جلدی باکتریایی هستند و سلولیت در طی سال ۲۰۱۳ میلادی در حدود ۶۰۰ میلیون نفر اتفاق افتاده‌است.

## علت

### باکتریایی

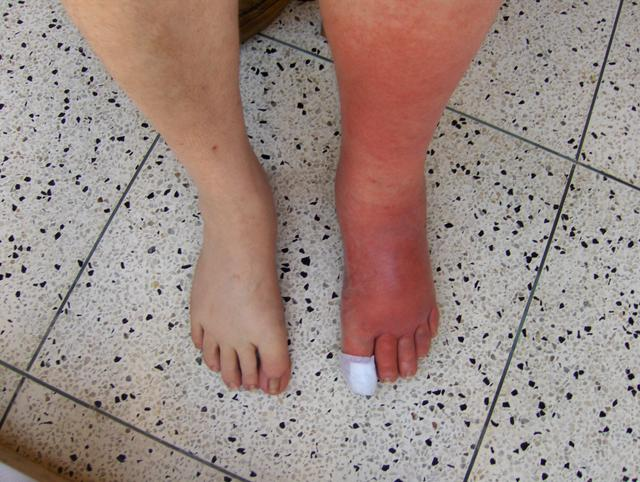
سلولیت همراه با ادم سه مثبت در پای چپ

عفونتهای باکتریایی پوستی شامل انواع زیر هستند:
- فولیکولیت
- ایمپتیگو
- اریزیپل
- سلولیت

### قارچی
عفونتهای پوستی قارچی به شکل عفونت سطحی یا عمقی در پوست، مو یا ناخن اتفاق می‌افتند. در سال ۲۰۱۰ این نوع عفونت در مجموع حدود یک میلیارد نفر را در گیر کرده بود.

### انگل، نیش، گزش
این نوع عفونتها به وسیله گروه‌های متعددی از ارگانیسمها به وجود می‌آیند که به شاخه‌های زیر تعلق دارند:
بندپایان، خزه‌زیان، طنابداران، گزنده‌تباران، سیانوباکترها، خارپوستان، کرمهای حلقوی، کرم‌های لوله‌ای، کرم‌های پهن و تک‌یاختگان.

### ویروسی
مشکلات پوستی حاصل از ویروسها به‌طور عمده حاصل از دو نوع اصلی آنها یعنی دی‌ان‌ای ویروس‌ها و آران‌ای ویروس‌ها هستند.

## تحقیقات
تئوری دمپستر - شافتر برای تشخیص عفونت جلدی و نشان دادن نتیجه فرایند تشخیص به کار می‌رود.